# Jacques Draparnaud
Jacques Philippe Raymond Draparnaud (geboren 3 juni 1772, Montpellier; † 2 februari 1804, Montpellier) was een Frans natuuronderzoeker, botanicus en malacoloog.
Draparnaud was van 1794 tot 1804 hoogleraar natuurkunde en scheikunde aan het college van Sorèze en hoogleraar geneeskunde aan de Universiteit van Montpellier. In Montpellier was hij ook de directeur van de Hortus botanicus. Zijn belangrijkste werk is het, kort na zijn dood, gepubliceerde: Histoire naturelle des mollusques terrestres et fluviatiles de la France, over weekdieren. Dit bracht hem de naam "vader van de Franse Malacologie". Zijn formele botanische auteur afkorting is "Drap.". 

## Taxa
Draparnaud beschreef een groot aantal nieuwe slakken taxa, bijvoorbeeld : 
- Arion subfuscus (Draparnaud, 1805), een landnaaktslak
- Bulimulus lineatus (Draparnaud, 1805), een tropische landslak
- Myosotella myosotis (Draparnaud, 1801), (Gewoon muizenoortje), een zoutwaterslak

Bovendien werden er in zijn eer een aantal taxa naar hem vernoemd, zoals :
- Draparnaudiidae, een familie landslakken
- Draparnaudia, een genus van landslakken
- Oxychilus draparnaudi, (Grote glansslak), een landslakkensoort

## Werken
- 1794 (an II). Observations sur le Mantis oratoria. Bulletin de la Société philomatique de Paris, III, p. 161.
- 1797 (an V). Note sur l'Agaricus radiosus. Journal de Santé et d'Histoire naturelle de Bordeaux, I, n° 8, 25 floréal an V, p. 145-149.
- 1797 (an V). Théorie de l'origine et de la formation des Egagropiles de mer. Journal de Santé et d'Histoire naturelle de Bordeaux, I, n°2, 25 pluviose an V, p. 21-27.
- 1797 (an V). Observations sur l'Helix algira. Journal de Santé et d'Histoire naturelle de Bordeaux, I, an V, p. 98.
- 1797 (an V). Réponse aux observations du citoyen Guérin sur la théorie des Egagropiles de mer. Journal de Santé et d'Histoire naturelle de Bordeaux, I, n° 10, 25 prairial an V, p. 173-180.
- 1799 (an VII). Observations sur le mouvement giratoire des molécules du Camphre. Journal de Santé et d'Histoire naturelle de Bordeaux, III, an VII, p. 264.
- 1799 (an VII). Propositions générales et observations relatives à diverses branches de la médecine. Thèse soutenue le 12 germinal an VII.
- 1799 (an VII). Fragments de la physiologie végétale. Deuxième thèse soutenue le 1er messidor an VII.
- 1800 (an VIII). Aperçus de la philosophie médicale. Troisième thèse, soutenue le 22 messidor an VIII.
- 1800 (an VIII). Observations sur la Gioenia. Bulletin de la Société philomatique de Paris, II,  p. 113-114 ; Millin, Mag. encycl., V, 5, 1800, p. 378-379 ; Journ. phys., LVI, 1800, p. 146-147.
- 1801 (an IX). Fragments pour servir à l'Histoire des progrès en médecine dans l'Université de Montpellier. Quatrième thèse, soutenue le 18 ventôse an IX.
- 1801 (an IX). Observations sur la Bulla Hydatis. Millin, Mag. Encycl., VI, 1, p. 115-116.
- 1801 (an IX). Observations sur l'Alcyonum domuncula. Bulletin de la Société philomatique de Paris, p. 167-170.
- 1801 (an IX). Dissertation sur l'utilité de l'Histoire naturelle dans la médecine, présentée à l'École de médecine de Montpellier. Montpellier, 61 p.
- 1801 (an IX). Discours relatif à l'Histoire naturelle de Montpellier. Montpellier, 41 p.
- 1801 (an IX). Discours sur les avantages de l'Histoire naturelle, et discours sur les mœurs et la manière de vivre des plantes. Montpellier, 61 p.
- 1801 (an IX). Tableau des Mollusques terrestres et fluviatiles de la France. Montpellier et Paris, 116 p.
- 1802 (an X). Essai de pathologie végétale. Discours lu le 30 vendémiaire an X (1802) à la séance publique de la Société d'Agriculture.
- 1802 (an X). Discours sur la vie et les fonctions, ou précis de la physiologie comparative. Montpellier.
- 1802 (an X). Discours sur la philosophie des Sciences. Montpellier.
- 1802 (an X). Sur le glauque de certains végétaux. Journ. phys., LVI, p. 112.
- 1803 (an XI). Dissertation sur l'utilité de l'Histoire naturelle en médecine. Montpellier.
- 1803 (an XI). Mémoire sur la reproduction considérée dans les divers corps organiques. Recueil des Bulletins de Montpellier, I, p. 3-8.
- 1803 (an XI). Observations sur la Lime. Recueil des Bulletins de Montpellier, I, p. 52-54.
- 1803 (an XI). Mémoire sur les organes du chant des Insectes. Recueil des Bulletins de Montpellier, I, p. 55-61.
- 1803 (an XI). Mémoire sur l'Insecte qui a dévasté, en l'an X, les vignes des communes de Marseillan et de Florensac. Recueil des Bulletins de Montpellier, I, p. 86-91.
- 1803 (an XI). Observations sur le passage des couleurs des coquilles à la couleur bleue. Recueil des Bulletins de Montpellier, I, p. 162-163.
- 1803 (an XI). Fragment d'un essai sur la pathologie végétale. Recueil des Bulletins de Montpellier, I, p. 174-185.
- 1803 (an XI). Notice minéralogique sur Montferrier. Recueil des Bulletins de Montpellier, I, p. 353-359.
- 1803 (an XI). Observations sur la formation et la cristallisation sous-marines du spath calcaire. Recueil des Bulletins de Montpellier, I, p. 359-361 et Journ. phys., LVII, p. 174-180.
- 1803 (an XI). Sur les mouvements que certains fluides reçoivent par le contact d'autres fluides. Annales de la chimie, XLVII, p. 303-311 ; Gilbert Ann., XXIV, p. 130-134; Nikolson Journ., VIII, p. 201-204.
- 1805 (an XIII). Histoire naturelle des Mollusques terrestres et fluviatiles de la France. Paris, 164 p., 13 pl. [ouvrage posthume]

- Bibliothèque nationale de France: cb11900576g (data)
- Author citation (botany): Drap.
- Gemeinsame Normdatei: 117651915
- International Standard Name Identifier: 0000 0001 1587 6206
- Library of Congress Control Number: nr00014976
- Nederlandse Thesaurus van Auteursnamen: 142202061
- Système universitaire de documentation: 026836904
- Virtual International Authority File: 4929207
- WorldCat: E39PBJfxbr4b8yQyWmyhTrckjC